# Пёстрые гребцы
Пёстрые гребцы (лат. Platambus) — род жесткокрылых семейства плавунцов. Насчитывает 67 видов. Встречается в небольших прудах и канавах, заполненных водой. 

## Описание
От близких родов отличается широкими эпиплеврами. Верхняя часть тела, как правило, с пятнистым рисунком.

## Перечень некоторых видов
- Platambus americanus (Aubé, 1838)
- Platambus apache (Young, 1981)
- Platambus astrictovittatus (Larson and Wolfe, 1998)
- Platambus aztec (Larson in Larson, Alarie and Roughley, 2000)
- Platambus confusus (Blatchley, 1910)
- Platambus flavovittatus (Larson and Wolfe, 1998)
- Platambus glabrellus (Motschulsky, 1859)
- Platambus johannis (Fall, 1922)
- Platambus lunulatus (Steven, 1829)
- Platambus maculatus (Linnaeus, 1758)
- Platambus maya (Larson in Larson, Alarie and Roughley, 2000)
- Platambus mexicanus (Larson in Larson, Alarie and Roughley, 2000)
- Platambus obtusatus (Say, 1823)
- Platambus optatus (Sharp, 1884)
- Platambus planatus (Sharp, 1882)
- Platambus sculpturellus (Zimmermann, 1919)
- Platambus semivittatus (LeConte, 1852)
- Platambus spinipes (Sharp, 1882)
- Platambus stagninus (Say, 1823)
- Platambus texovittatus (Larson and Wolfe, 1998)